# Ludvig Mathias Lindeman
Ludvig Mathias Lindeman, född den 28 november 1812 i Trondheim, död den 23 maj 1887  i Kristiania, var en norsk kyrkomusiker och lärare, verksam som tonsättare och samlade in och dokumenterade folkmusik. 

## Biografi
Lindeman var son till Ole Andreas Lindeman och far till Peter Brynie Lindeman. Han var på sin tid en ledande personlighet i Norge och grundade en organistskola i Oslo.  Han blev ledamot av Kungliga Musikaliska Akademien 1879.
Han blev 1839 organist vid Vor Frelsers Kirke i Kristiania. Lindeman var en lärd musikteoretiker och ivrig samlare av norska folkmelodier. Han utgav det betydande samlingsverket Ældre og nyere norske fjeldmelodier. Samlede og bearbeidede for pianoforte (1853-57), innehållande omkring 1.000 melodier.
Han finns bland annat representerad i Den svenska psalmboken 1986 med en tonsättning (nr 26) som används till flera psalmer (nr 56, 216 och 420).

## Psalmer
- Min vän är ljuv, min vän är mild (1921 nr 586) tonsatt okänt datum
- Tränger i dolda djupen ner (1986 nr 26) tonsatt 1840 och samma som:
  - Gammal är kyrkan, Herrens hus (1986 nr 56)
  - Herren, vår Gud, har rest sin tron (1986 nr 420)
  - Mästare, alla söka dig (1986 nr 216)